# چوکیراگا
چوکیراگا (انگلیسی: Chuquiraga) سرده ای از گیاهان گل‌دار از خانواده کاسنیان است.